# Bohem Press
Die Bohem Press AG ist ein auf Bilder- und Kinderbücher spezialisierter Schweizer Buchverlag mit Sitz in Affoltern am Albis.

## Geschichte
Der Verlag wurde 1973 von Otakar Božejovský und Štěpán Zavřel in Zürich gegründet. Im Jahr 2001 ging aus der Schweizer Bohem Press der inzwischen eigenständige italienische Ableger Bohem Press Italia hervor. 2007 wurde Bohem Press von der Frankfurter Baumhaus-Verlagsgruppe übernommen. Seit 2010 ist Hartmut Fromm Inhaber der Bohem Press AG. Der deutsche Ableger, die Bohem Press GmbH wurde im Mai 2014 gegründet und ist ein Gemeinschaftsprojekt des Coppenrath Verlags und der Bohem Press AG sowie Einzelgesellschaftern.
Internationalität ist eine Eigenschaften von Bohem: Amerikaner, Belgier, Deutsche, Franzosen, Italiener, Japaner, Kroaten, Polen, Russen, Schweden, Schweizer, Spanier, Tschechen und viele weitere haben bisher schon Bücher für den Verlag geschrieben und illustriert. Seit seinem Bestehen hat der Verlag über 400 Bücher veröffentlicht.
Die Bohem Press AG veröffentlicht darüber hinaus Titel in Schwiizerdüütsch sowie Lieder und Geschichten aus der Schweiz unter der Rubrik „Heimatliebe“.

## Autoren und Illustratoren
Zu den Autoren und Illustratoren, deren Werke bei Bohem Press veröffentlicht worden sind, zählen unter anderem Max Bolliger, Stefan Gemmel, Rolf Krenzer, David McKee, Ingrid Mylo, Jan Lenica, Arcadio Lobato, Regine Schindler, Peter Sís, Willi Weitzel, Linda Wolfsgruber und Józef Wilkoń. Auch neue Gesichter finden sich im Autoren- und Illustratorenstamm, so zum Beispiel Maja Bach, Maria Bogade und Olaf Hajek.
Seit seinem Bestehen wurden mehrere von Bohem Press veröffentlichte Bücher und Illustrationen bzw. für Bohem Press tätige Autoren und Illustratoren mit verschiedenen renommierten Preisen ausgezeichnet, unter anderem den Goldenen Apfel, Deutscher Jugendliteraturpreis, den Preis der Stiftung Buchkunst.